# Барабанц (Алба)
Барабанц (рум. Bărăbanț) насеље је у Румунији у округу Алба у општини Алба Јулија. Oпштина се налази на надморској висини од 227 m.

## Становништво
Према подацима из 2002. године у насељу је живело 2372 становника.

### Попис2002.
| Расподела становништва по националности 2002.‍ | Расподела становништва по националности 2002.‍ | Расподела становништва по националности 2002.‍ | Расподела становништва по националности 2002.‍ | Расподела становништва по националности 2002.‍ |
| --------------------------------------------- | --------------------------------------------- | --------------------------------------------- | --------------------------------------------- | --------------------------------------------- |
|                                               |                                               |                                               |                                               |                                               |
| Румуни                                        | Румуни                                        |                                               | 2.125                                         | 89,6%                                         |
| Мађари                                        | Мађари                                        |                                               | 47                                            | 2,0%                                          |
| Роми                                          | Роми                                          |                                               | 192                                           | 8,1%                                          |
| Немци                                         | Немци                                         |                                               | 7                                             | 0,3%                                          |